# 江密峰镇
江密峰镇，是中华人民共和国吉林省吉林市龙潭区下辖的一个乡镇级行政单位。

## 行政区划
江密峰镇下辖以下地区：
江密峰社区、江密峰村、振兴村、西三家村、双桠山村、东三家村、东光村、蛤蟆河村、胜利村、中北沙村、南沙村、榆树沟村、小川村、望马沟村、高塘联合村、石咀子村、茶棚村、下江村、黄金村、金刚村、龙家村、新道村、新山村、夹信子村、崔屯村和东方红村。